# 金権政治
金権政治（きんけんせいじ、英: plutocracy、プルトクラシー、または、英: plutarchy、プルターキー）とは、金の力で政治権力を掌握すること。
また、莫大な富や収入のある人々によって支配または管理されている社会のことである。
プルトクラシーは、古代ギリシャ語の「πλοῦτος（ploûtos）」＝「富」 と、「κράτος（krátos）」＝「力」 の合成語。

## 概要
一般的には政治家が多額の金銭を駆使することありきで政治権力を掌握・行使することを意味する。
金権政治が極限まで行くと、金銭獲得のために利権を前提とした賄賂、選挙において巨額資金の投入による選挙広告だけでなく有権者の票や議会の採決における議席を金勘定で買収、さらには政策そのものまで利益団体からの金銭授受によって左右するなど、理念のない政治が行われ、政治家が私利私欲に走り、被統治者が損害を蒙ってしまう。
金権政治家のレッテルには金銭の出所や資産蓄財などへの批判をも含めている。そのため、自らが資産家でその資産を政治資金として派閥運営にあてた藤山愛一郎や河本敏夫のようなケースを普通は金権政治家とは呼ばない。

## 金権選挙
金銭を駆使する前提で当選を目指すことを金権選挙と呼ぶ。
米国では2008年の大統領選挙においてバラク・オバマ陣営は7億7000万ドルを集め、2012年の大統領選挙ではその金額を上回った。2010年1月に米国連邦最高裁判所が出した判決によれば、企業の政治献金を規制する当時の連邦法は、合衆国憲法の定める表現の自由に反するものだった。この判例の結果、選挙資金を寄付する行為自体は言論の自由と両立するものだとされた。それ以後の米国では政治行動委員会（PAC）を組織すれば、労働組合や企業からの大規模な献金を受けることが合法化された。
日本では、田中角栄首相が金権政治の象徴的な存在として知られる。田中は1974年の参院選では企業から集めた数百億円でヘリコプターをチャーターして栃木県を除く46都道府県に訪れて演説等の選挙活動を行う一方でタレント候補を企業と組み合わせて立候補させるなど多額の金銭を駆使して集票する選挙戦を行った。その結果として買収などで大量の選挙違反逮捕者を出したため、「金権選挙」と批判された。この選挙では全国区に立候補をした糸山英太郎の陣営から142人の逮捕者や1287人の選挙違反検挙者を出すなど、当時としては最大規模の選挙違反事件に発展した。
また参議院議員通常選挙の全国区制については全国各地を遊説する上に加えてポスターやビラに多額の選挙資金が必要となったため、「全国区」ならぬ「銭酷区」と呼ばれた。また「8（10）億円で当選し7（9）億円で落ちる」と言われていたことから、「八当七落」（「十当九落」）とも呼ばれた（受験勉強における三当五落――睡眠時間3時間で、残りの余暇全部勉強に充てれば合格、5時間も寝てたら不合格――のもじり）。
津軽地方では津軽選挙と呼ばれる現金をばらまく選挙が横行していた。

## その他
- 民主主義は選挙を伴い選挙には金銭が大きく関わる。それゆえ 民主主義が生まれた頃から、「民主主義は金権政治なのか?」と言う議論は尽きない。
- 賄賂の温床とも言われる政治献金[注釈 1]をどのように規制するかや選挙広告の公平性についていかにすべきかについて世界の民主主義国家が取り組んでいるが、いまだ解決策は見えていない。
- 1970〜1980年代の日本において金権政治家の代名詞的存在であった田中は「政治は数、数は力、力は金」と発言していた。もっとも、「彼には学閥も閨閥もなかったからその分を金で補った」と見る者も居る。
- 1989年、日本社会党委員長・土井たか子は、CMの中で「政治がお金で動かされています。あなたはこれに賛成ですか？反対ですか？――あなたの答えが、日本を変えます」と問うた。